# إميل دوركايم
دايفيد إميل دوركايم (بالفرنسية: David Émile Durkheim) (15 أبريل 1858 - 15 نوفمبر 1917) فيلسوف وعالم اجتماع فرنسي. أحد مؤسسي علم الاجتماع الحديث، وقد وضع لهذا العلم منهجية مستقلة تقوم على النظرية والتجريب في آن معا. أبرز آثاره «في تقسيم العمل الاجتماعي» (عام 1893)، و «قواعد المنهج السوسيولوجي» (عام 1895). أسس رسميًا الانضباط الأكاديمي لعلم الاجتماع -مع دو بويز وكارل ماركس وماكس فيبر. يُستشهد به عادة باعتباره المؤسس الرئيسي للعلوم الاجتماعية الحديثة.
عُني جزء كبير من عمل دوركايم بالكيفية التي يمكن من خلالها للمجتمعات أن تحافظ على إدماجها الاجتماعي في ظل الحداثة، وهي حقبة لم تعد الروابط الاجتماعية والدينية التقليدية موجودة فيها، إذ نشأت فيها مؤسسات اجتماعية جديدة. كان أول عمل اجتماعي رئيسي له هو «قسم العمل في المجتمع» (1893). في عام 1895، نشر «قواعد النهج الاجتماعي» وأنشأ أول قسم «علم اجتماع أوروبي»، ليصبح أول أستاذ لعلم الاجتماع في بلده فرنسا. في عام 1898، أسس مجلة «السنة الاجتماعية». تُعد دراسة «الانتحار» لدوركايم (1897) -وهي دراسة لمعدلات الانتحار بين السكان الكاثوليك والبروتستانت- رائدة في مجال البحوث الاجتماعية الحديثة، وساعدت على تمييز العلوم الاجتماعية عن علم النفس والفلسفة السياسية. قدم في كتابه «الأشكال الأولية للحياة الدينية» (1912) نظرية دينية تقارن الحياة الاجتماعية والثقافية في المجتمعات الأصلية والحديثة.
انشغل دوركايم بقبول علم الاجتماع كعلم شرعي. وتحسين «الوضعية» التي حددها في الأصل أوغست كونت، وتعزيز ما يمكن اعتباره شكلًا من أشكال الواقعية المعرفية، وكذلك استخدام نموذج فرضي استنتاجي في العلوم الاجتماعية.
كان علم الاجتماع بالنسبة له علم المؤسسات، إذ فهم هذا المصطلح بمعناه الأوسع على أنه «معتقدات وأنماط السلوك التي وضعتها الجماعة»، وهدفه اكتشاف الحقائق الاجتماعية الهيكلية. كان دوركايم من كبار المؤيدين لوظيفة النسق الاجتماعي، والمنظور التأسيسي في كل من علم الاجتماع وعلم الإنسان، واعتقد أنه يجب أن تكون العلوم الاجتماعية كلانية بحتة، أي أن علم الاجتماع يجب أن يدرس الظواهر المنسوبة إلى المجتمع ككل، بدلًا من اقتصاره على الأفعال المحددة للأفراد.
بقي دوركايم القوة المهيمنة في الحياة الفكرية الفرنسية حتى وفاته في عام 1917، إذ قدم العديد من المحاضرات والأعمال المنشورة حول مجموعة متنوعة من الموضوعات، بما في ذلك علم اجتماع المعرفة، والأخلاق، والتدرج الاجتماعي، والدين، والقانون، والتعليم، والانحراف (بمعناه في علم الاجتماع). دخلت منذ ذلك الحين مصطلحات دوركايم مثل «الضمير الجمعي» المعجم الشعبي.

## حياته
ولد إميل دوركايم سنة 1858 بمدينة إبينال بفرنسا حيث نشأ في عائلة من الحاخاميين ذات الأصول اليهودية. وكان تلميذًا بارعًا وما لبث أن التحق بـمدرسة الأساتذة العليا (وهي من أفضل مؤسسات التعليم العالي في فرنسا.) سنة 1879 حيث احتكّ ببعض شبان فرنسا الواعدين مثل جان جوريس أو هنري برغسون غير أن الأجواء بالمدرسة لم تعجبه فالتجأ إلى الكتب ليتجاوز الفلسفة السطحية (في نظره) التي كان يدين بها رفاقه. هكذا اكتشف أوغست كونت الذي أثرت مؤلفاته عليه تأثيرًا عميقًا فاستقى منها مشروع تكريس علم الاجتماع كعلم مستقل قائم بذاته يهدف إلى كشف القواعد التي تخضع لها تطورات المجتمع. فنجد لهذا الاهتمام صدى في أعماله عن قواعد المنهج السوسيولوجي وعن الانتحار وعن التربية حيث تتجلى رغبته في أن يواجه المشاكل المختلفة بمناهج خاصة ومن منظور اجتماعي منزّه من إشكاليات العلوم الأخرى (الفلسفة والتاريخ مثلا) ومقارباتها. كان دركايم يكره التأملات الفلسفية العقيمة والعلم لأجل العلم فقط ولذلك ابتغى أن يجعل من علم الاجتماع علمًا يسلّط الضوء على آفات المجتمع ويستعان به لحلّ بعض مشاكله عن طريق تحسين العلاقات بين الفرد المجتمع. فلذلك أولى عناية كبرى للمشاكل التربوية إذ أن التربية تلعب دورًا أساسياً في اندماج الفرد في المجتمع. قد تفسر لنا هذه التصورات اهتمام دوركايم بمشاكل زمنه إذ أن اثنين من أهم كتبه تتناول الاضطرابات الاجتماعية المتولدة عن التصنيع المفاجئ والكثيف الذي انتاب مجتمعات عصره.

## وفاته
مات إميل دوركايم 15 نوفمبر 1917 في باريس ودفن في مقبرة مونبارناس

## الفكر الدوركايمي
اهتم دوركايم خلال حياته المهنية بثلاثة أهداف. أولًا، تأسيس علم الاجتماع كنظام أكاديمي جديد. ثانيًا، تحليل كيف يمكن للمجتمعات الحفاظ على إدماجها الاجتماعي في العصر الحديث، في الوقت الذي لم يعد من الممكن فيه افتراض أشياء مثل الخلفية الدينية والعرقية المشتركة؛ تحقيقًا لهذه الغاية، كتب الكثير عن تأثير القوانين والدين والتعليم والقوى المشابهة على المجتمع والإدماج الاجتماعي. أخيرًا، كان دوركايم مهتمًا بالآثار العملية للمعرفة العلمية. يُعبر عن أهمية التكامل الاجتماعي في جميع أعمال دوركايم:
لأنه إذا كان المجتمع يفتقر إلى الوحدة المستمدة من حقيقة أن العلاقات بين أجزائه تُنظم بدقة، فإن الوحدة الناتجة عن التعبير المتناغم لمختلف وظائفها مضمونة بالانضباط الفعال، وإذا افتقر المجتمع إلى الوحدة القائمة على التزام إرادات الناس بهدف مشترك، فلن يكون المجتمع أكثر من كومة الرمال التي يكفي تعرضها لأضعف هزة أو أقل نفخة لتتشتت.

### تأسيس علم الاجتماع
ألّف دوركايم بعض أكثر العبارات التصويرية حول ماهية علم الاجتماع وكيف ينبغي ممارسته. انصب جل اهتمامه على تأسيس علم الاجتماع كعلم قائم بحد ذاته. يناقش دوركايم للحصول على مكان لعلم الاجتماع بين العلوم الأخرى:
علم الاجتماع، إذًا، ليس مساعدًا لأي علم آخر، بل علم متميز ومستقل بحد ذاته.
يجب أن يملك علم الاجتماع كيانًا واضحًا ومميزًا عن الفلسفة أو علم النفس، بالإضافة إلى منهجية خاصة به لإعطائه مكانة في العالم الأكاديمي، والتأكيد على أنه علم شرعي. وقال: «توجد في كل مجتمع مجموعة معينة من الظواهر التي يمكن تمييزها عن تلك التي درستها العلوم الطبيعية الأخرى».
الهدف الوظيفي لعلم الاجتماع هو استكشاف بنية «الحقائق الاجتماعية».
يعتبر إنشاء علم الاجتماع كعلم أكاديمي مستقل ومعترف به من أهم الأعمال التي تركها دوركايم وأكثرها ديمومةً. في علم الاجتماع، أثر عمله بشكل كبير على البنيوية أو النسق الاجتماعي. من بين الباحثين الذين استوحوا من دوركايم: مرسيل موس، وموريس هالبواكس، ورادكليف براون، وتالكوت بارسونز، وروبرت كيه ميرتون، وجان بياجيه، وكلود ليفي ستروس، وفرديناند دي سوسور، وميشيل فوكو، وكليفورد جيرتز، وبيتر بيرغر، وروبرت نيلي بيلا، وسيليستين بوغل، وغوستاف بيلوت، والمصلح الاجتماعي باتريك هاناوت، وآخرون.

### غيلبرت برو دوركايم
تُعتبر مارغريت غيلبرت فيلسوفة معاصرة للظواهر الاجتماعية (التي ناقشها دوركايم)، وقدمت قراءة متعاطفة مع مناقشة دوركايم للحقائق الاجتماعية في الفصل الأول ومقدمات كتاب «قواعد النهج الاجتماعي». تقول غيلبرت في القسم الثاني من الفصل الرابع من كتابها «حول الحقائق الاجتماعية» (في عام 1989) -الذي قد يمثل عنوانه تكريمًا لدوركايم، في إشارة إلى «حالاته الاجتماعية السيئة»- أن بعض تصريحات دوركايم التي قد تبدو واهيةً فلسفيًا، مهمة ومثمرة.

## مؤلفاته
- 1893: حول تقسيم العمل الاجتماعي «De la division du travail social».[30]
- 1895: قواعد المنهج في علم الاجتماع «Les Règles de la Méthode Sociologique»[30]
- 1897: الانتحار «Le Suicide»
- 1912: الأشكال الأولية للحياة الدينية «Les formes élémentaires de la vie religieuse».[30]

## وصلات خارجية
- إميل دوركايم على موقع الموسوعة البريطانية (الإنجليزية)
- إميل دوركايم على موقع إن إن دي بي (الإنجليزية)
- مؤلفات إميل دوركايم في مشروع غوتنبرغ
- أعمال أو نبذة عن إميل دوركايم على أرشيف الإنترنت
- إميل دوركايم على مشروع الدليل المفتوح